# Wade Legge
Wade Legge (* 4. Februar 1934 in Huntington, West Virginia; † 15. August 1963 in Buffalo, New York) ist ein amerikanischer Jazz-Pianist.
Wade Legge wurde mit vierzehn Jahren Berufsmusiker und hatte ein Duo zusammen mit dem Bassisten Lou Hackney. 1951 empfahl Milt Jackson ihn an Dizzy Gillespie, bei dem er 1952 bis 1955 verpflichtet war und mit ihm 1953 Europa (Hamburg, Paris, Stockholm) besuchte. Danach arbeitete Legge mehrere Jahre freelance in New York, u. a. bei Johnny Richards, nahm Platten mit Pete Brown, Jimmy Cleveland, Charles Mingus (Tonight at Noon), Joe Roland und Sonny Rollins sowie unter eigenem Namen in Europa (1953) auf. Von ihm stammt Cool Breeze (1947).